# Malema (distrito)
Malema é um distrito da província de Nampula, em Moçambique, com sede na vila de Malema. Tem limite, a norte com os distritos de Nipepe e Maúa ambos da província de Niassa, a noroeste com o distrito de Metarica também da província de Niassa, a oeste com o distrito de Cuamba ainda da província de Niassa, a sul com os distritos de Gurúè e Alto Molócue da província da Zambézia, e a este com os distritos de Ribaué e Lalaua.

## Geografia
O distrito tem uma área de 6 082 km², com um relevo acidentado e altitudes que variam entre os 300 e os 1 800 metros e solos de origem metamórfica. O ponto mais alto é o Monte Murripa com 1 870 m. O distrito tem um clima tropical húmido. Dos numeroso cursos de água do distrito importa salientar o rio Malema, um rio perene e que dá o nome ao distrito e à sua capital. Outro rio importante é o Nalumo, na região de Mutuali e que também é um afluente do Lúrio, rio que forma o limite norte e oeste do distrito e que também é um limite entre as províncias de Nampula e Niassa.

## História
A génese do distrito de Malema começa com a ocupação colonial do então distrito de Moçambique (actual província de Nampula) em 1906. Assim, as primeiras estruturas administrativas foram de natureza militar. Até 1914, a região interior da província constituía a Capitania da Macuana Interior. Com a progressão da conquista, foi formada, nesse ano, a Capitania-Mor do Alto Lúrio, que incluía, desde 1912, o Posto Militar de Entre-Rios (Malema). A capitania-mor foi extinta em 1917, tendo sido criados, em sua substituição, vários comandos militares, entre os quais o Comando Militar de Malema. Com a conclusão da conquista militar, os comandos militares foram transformados em circunscrições civis, nascendo então a Circunscrição de Malema. Em Agosto de 1913 foi estabelecido o Posto Militar de Mutuali (actual posto administrativo), parte do Comando Militar de Malema. Estas estruturas administrativas substituíram unidades políticas locais, sendo que alguns dos chefes macuas conhecidos da região de Malema eram Avarra, Malaia, Macalia, Muimela, Namecuna, e Mutala.
A Guerra Civil que assolou o país a partir de 1977 acabou por atingir o distrito em 1984, quando decorreram as primeira acções militares dos guerrilheiros da RENAMO. Estas atingiram primeiramente o posto administrativo de Mutali, mas acabaram por afectar todo o distrito, a partir de algumas bases criadas pela RENAMO no distrito. A vila de Malema foi atacada e ocupada pela RENAMO durante três dias em Fevereiro de 1987 e continuou a ser atacada esporadicamente até Novembro de 1988. No entanto, os principais alvos da guerrilha eram as infraestruturas, especialmente a ferrovia que cruza o distrito e as aldeias comunais criadas pelo governo. Além da destruição física, o conflito causou a movimentação da população rural em busca de refugio em locais mais seguros, especialmente na vila de Malema e seus arredores.
Com o alvor da independência, as circunscrições foram transformadas em concelhos pelo Decreto nº 59/74 de 27 de Julho  e finalmente através do Decreto-lei nº 6/75 de 18 de Janeiro os concelhos passam a denominar-se distritos, formando-se então o Distrito de Malema.

## Demografia
De acordo com os resultados finais do Censo de 2017, o distrito tem 213 011 habitantes numa área de 6 082 km², o que resulta numa densidade populacional de 35 habitantes por km². A população registada no último censo representa um aumento de 26% em relação aos 169 079 habitantes contabilizados no Censo de 2007.
| 1997    | 2007    | 2017    |
| 128 732 | 169 079 | 213 011 |

O distrito é habitado maioritariamente pelo grupo étnico macua, cuja língua era materna de 63% da população em 1997. A religião dominante em 2012 era a católica seguida por 46,3% da população, com uma minoria substancial de evangélicos (15,6%) e 18,1% sem religião.

## Divisão administrativa
O distrito está dividido em três postos administrativos: Chuhulo, Malema e Mutuali, compostos pelas seguintes localidades:
- Posto Administrativo de Chuhulo:
  - Chuhulo
- Posto Administrativo de Malema:
  - Malema
  - Muralelo
  - Nataleia
  - Nioce
- Posto Administrativo de Mutuali:
  - Mutuali
  - Chipaca

## Economia
A actividade económica dominante no distrito é a agricultura, envolvendo a quase totalidade da população (94%), com apenas 2% da população activa no sector secundário e 4% no terciário. A maior parte da produção agrícola é de sequeiro para auto-sustento, mas existem pequenos sistemas de irrigação que permitem a produção arícola ao longo de todo o ano, granjeando ao distrito o título de "celeiro" da província de Nampula. Comercialmente, são cultivados o tabaco e o algodão. As principais culturas alimentícias são: mandioca, a principal, mais a milho, mapira e feijão. O distrito tem vastos recursos florestais, nomeadamente as espécies umbila, chanfuta, pau-preto e umbaia. A sector industrial é limitado, limitando-se ao processamento de algodão e a unidades moageiras.
De acordo com o Inquérito Agrário Integrado de 2020, o distrito produziu o seguinte nas culturas selecionadas:
| Cultura | Produção (toneladas) |
| ------- | -------------------- |
| Milho   | 17 241               |
| Feijão  | 2 110                |
| Soja    | 228                  |
| Arroz   | 106                  |

O mesmo inquérito arrolou 1 275 cabeças de gado bovino.